# Axel Müller (Politiker)

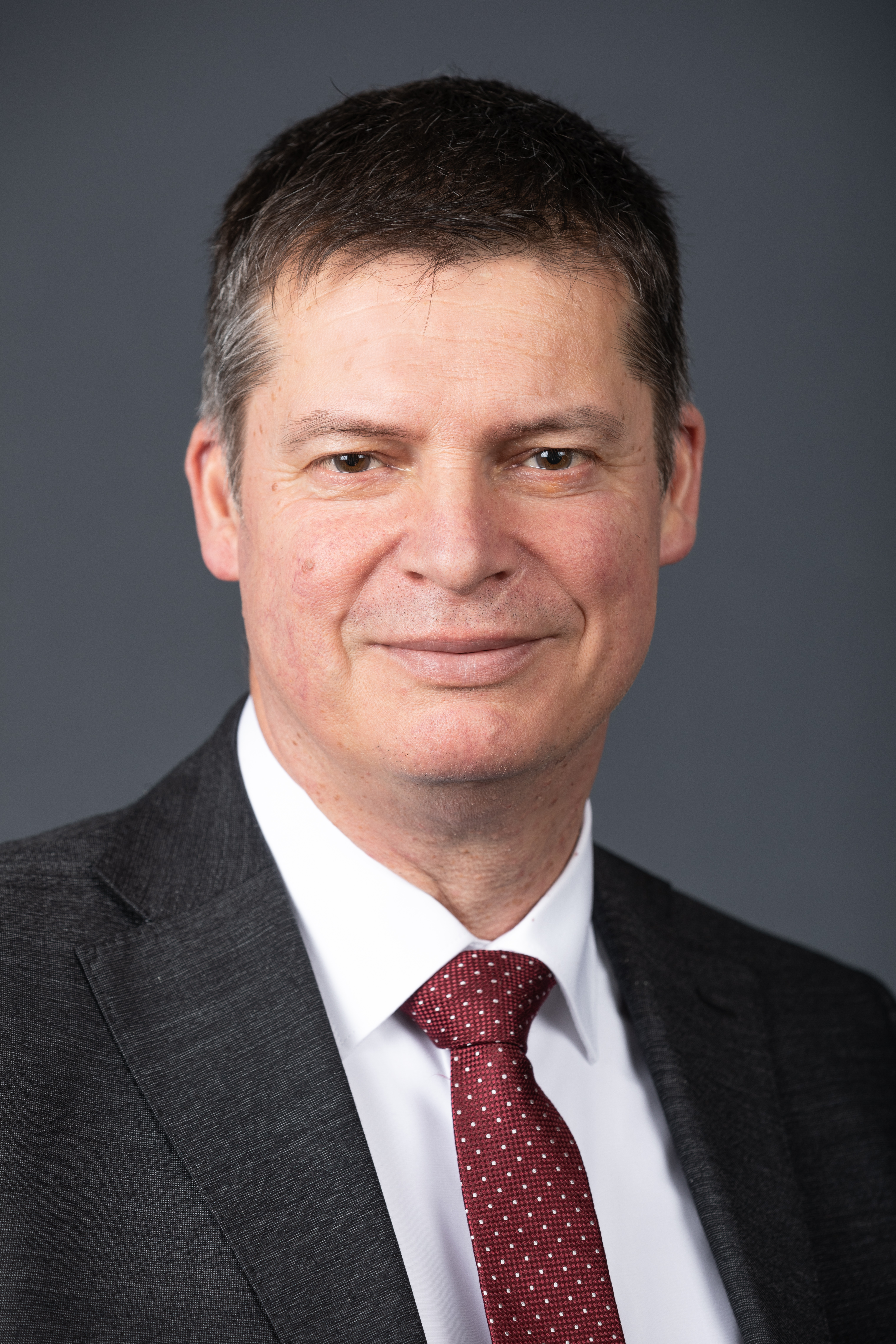
Axel Müller (2020)

Axel Karl Müller (* 24. Juli 1963 in Esslingen am Neckar) ist ein deutscher Jurist und Politiker der CDU und seit 2017 Mitglied des Deutschen Bundestages.

## Persönlicher Werdegang

### Ausbildung und Beruf
Axel Müller absolvierte nach dem Abitur am Max-Planck-Gymnasium Nürtingen 1983 seinen Wehrdienst und nahm danach ein Studium der Rechtswissenschaft an der Eberhard-Karls-Universität Tübingen auf. Als Rechtsreferendar kam er 1989 nach Oberschwaben. 1992 trat er in den Justizdienst von Baden-Württemberg ein und war als Staatsanwalt tätig. Von 2000 bis 2011 sprach er am Landgericht Ravensburg Recht, mit zeitweiser Abordnung ans Oberlandesgericht Stuttgart. Es folgten drei Jahre Tätigkeit als stellvertretender Direktor des Amtsgerichts Tettnang, um dann von 2014 bis zum Einzug in den Deutschen Bundestag als Vorsitzender Richter am Landgericht Ravensburg eine Strafkammer zu führen.
Müller hat eine Mediatorenausbildung am Zentrum für Konfliktmanagement der Universität Tübingen ZfKM sowie Vertiefungsausbildung in Familienmediation (BAFM) absolviert. Er ist ordentliches Mitglied der Bundesarbeitsgemeinschaft für Familienmediation (BAFM).

### Privates
Müller wuchs in einer Handwerkerfamilie in Nürtingen auf. Er lebt in Weingarten und ist ledig. Er ist seit 2010 Mitglied im römisch-katholischen Kirchengemeinderat St. Martin in Weingarten sowie im Dekanatsrat. Er ist Mitglied der Blutfreitagsgemeinschaft und der Blutreitergruppe Weingarten. Müller sitzt im Vorstand des Musikvereins Weingarten und war vier Jahre lang Vorsitzender des Bewährungshilfevereins Ravensburg. Er ist außerdem Mitglied zahlreicher weiterer lokaler Vereine. Als seine Hobbys nennt er Laufen und Rennradfahren und das Warten und Reparieren von Oldtimern in seiner eigenen Werkstatt.
Der Katholik ist Mitglied im Kirchengemeinderat Sankt Martin in Weingarten und im Dekanatsrat Dekanat Allgäu-Oberschwaben. Zudem ist er aktives Mitglied bei Kolping, den Maltesern und im Vorstand des Musikvereins Weingarten. Vereinsmitgliedschaften im Turn- und Sportverein Weingarten sowie der Fasnetszünfte „Plätzlerzunft“ und „Bockstallnarren“, Mitglied im Partnerschaftsverein Weingarten–Mantua, im Bewährungshilfeverein und im Verein zur Förderung des schwäbischen Dialekts.

## Politischer Werdegang

### CDU und Kommunalpolitik
Axel Müller ist seit 2008 Vorsitzender des CDU-Stadtverbands Weingarten. Von 2010 bis 2018 war er stellvertretender Vorsitzender des CDU-Kreisverbands Ravensburg. Von 2009 bis 2011 war er Mitglied im Vorstand des CDU-Bezirksverbands Württemberg-Hohenzollern. Müller war von 2009 bis 2018 Mitglied des Gemeinderats von Weingarten und dort ab 2014 Vorsitzender der CDU-Fraktion. Er ist außerdem seit 2010 Mitglied des Kreistags des Landkreises Ravensburg.

### Deutscher Bundestag
Bei der Bundestagswahl 2017 errang Axel Müller mit 38,5 % das Direktmandat für den Bundestagswahlkreis Ravensburg. In der 19. Wahlperiode war Müller ordentliches Mitglied im Ausschuss für Recht und Verbraucherschutz, im Ausschuss für Inneres und Heimat sowie im Ausschuss für die Angelegenheiten der Europäischen Union. Axel Müller war darüber hinaus Mitglied im Beratenden Ausschuss für Fragen der deutschen Sinti und Roma beim Bundesministerium des Innern, im Parlamentarischen Kontrollgremium, im Gremium nach Artikel 13 Absatz 6 Grundgesetz (Wohnungsüberwachung) und im Beirat zur Anerkennungsleistung an ehemalige deutsche Zwangsarbeiter (Beirat nach § 9 der Richtlinie zur Zahlung einer Anerkennungsleistung an ehemalige deutsche Zwangsarbeiter). Innerhalb der CDU/CSU-Bundestagsfraktion war er in der Arbeitsgruppe Recht und Verbraucherschutz, Arbeitsgruppe Innen und Heimat, Arbeitnehmergruppe, Parlamentskreis Mittelstand, Gruppe der Vertriebenen, Aussiedler und deutschen Minderheiten und der Arbeitsgruppe Kommunalpolitik engagiert.
Müller war im Rechtsausschuss Berichterstatter der CDU/CSU-Bundestagsfraktion für die Strafprozessordnung und andere Verfahrensvorschriften, für das Familienrecht sowie die parlamentarischen Vorgänge im Ausschuss für Umwelt, Naturschutz, Bau und Reaktorsicherheit sowie im Ausschuss für Menschenrechte und humanitäre Hilfe. Im Bereich Innen war er Berichterstatter für Fragen des jüdischen Lebens, den Kampf gegen Antisemitismus und Minderheiten sowie für innenpolitische Grundsatzfragen. Er gehörte außerdem als ordentliches Mitglied dem Ausschuss für die Angelegenheiten der Europäischen Union an.
Bei der Bundestagswahl 2025 gewann Müller erneut das Wahlkreismandat in Ravensburg. Im 21. Deutschen Bundestag ist er Mitglied in folgenden Gremien und Ausschüssen:
- Ordentliches Mitglied im Ausschuss für Recht und Verbraucherschutz sowie im Ausschuss für Gesundheit